# Parafia Świętych Apostołów Piotra i Pawła w Garfield Heights
Parafia Świętych Apostołów Piotra i Pawła w Garfield Heights (ang. SS. Peter and Paul Parish) – parafia rzymskokatolicka położona w Garfield Heights w stanie Ohio w Stanach Zjednoczonych.
Jest ona wieloetniczną parafią w diecezji Cleveland, z mszą św. w j. polskim dla polskich imigrantów.
Ustanowiona 1927 roku i dedykowana Świętym Apostołom Piotrowi i Pawłowi.